# 伯顏忽都 (慶華公主)
伯顏忽都（？—1344年），即元朝慶華公主，是高丽忠肃王王焘的王妃。金童公主去世后，元文宗将慶華公主嫁给了王焘。至顺三年（1332年），与王焘完婚于元大都（今北京市）。次年二月赴高丽。至元五年（1339年），王焘去世。其子王祯继位，就是高丽忠惠王。王祯荒淫，将慶華公主强奸，慶華公主向元朝申诉。至正（1343年），元朝丞相伯颜将王祯押送至元朝。至正四年（1344年），王禎在元朝去世，元朝立他的儿子王昕为高丽王，即高丽忠穆王。同年（1344年），慶華公主去世。至正二十七年（1367年），元朝赐諡肃恭徽宁公主。